# Предлежание плаценты

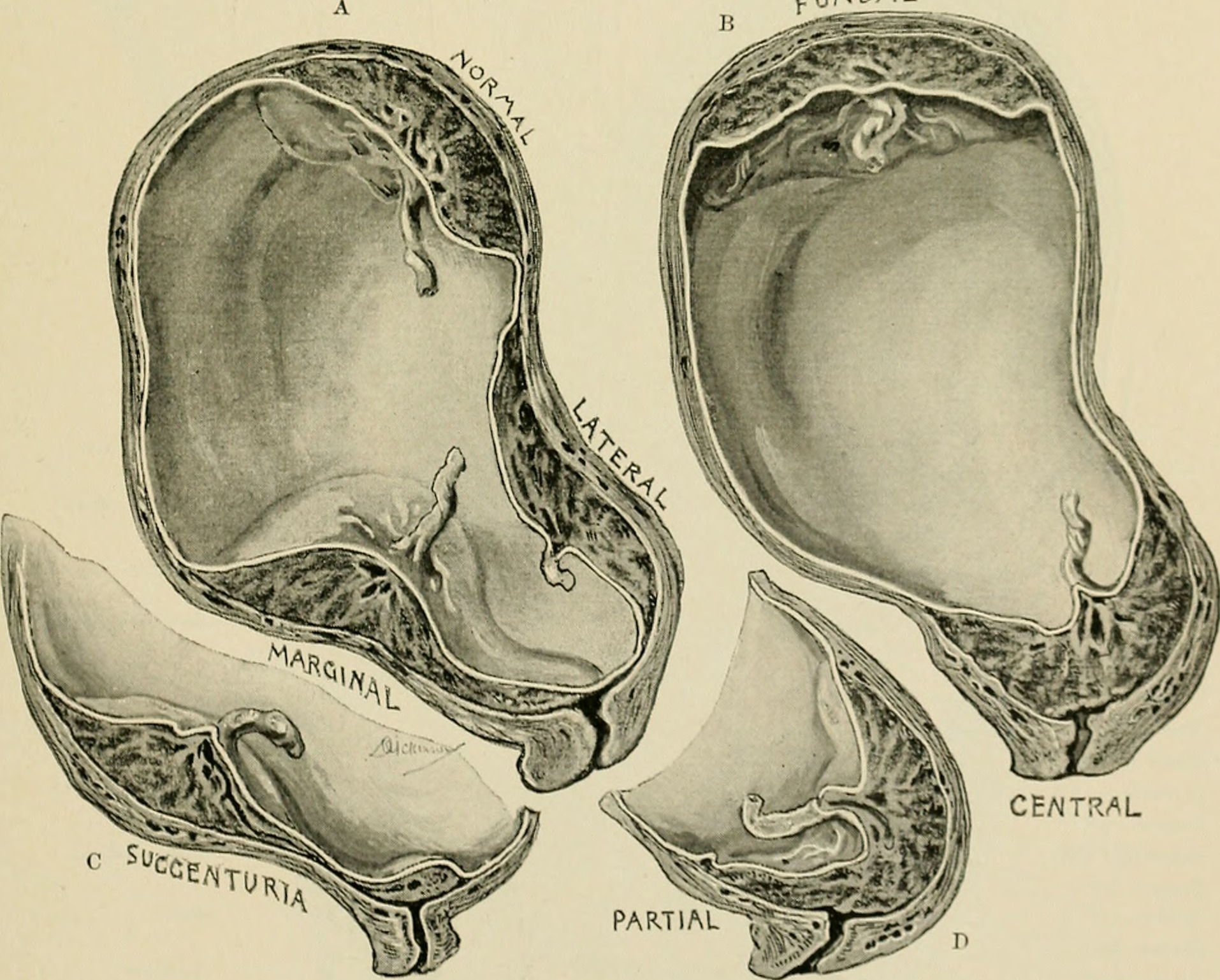

Предлежание плаценты (лат. placenta praevia, где prae — «перед», via — «на пути») — аномалии расположения плаценты, при которых, прикрепляясь в нижнем сегменте матки, она закрывает частично или полностью внутренний зев шейки матки. При этом плацента находится ниже предлежащей части плода, то есть перекрывает плоду путь наружу.
Различают три варианта предлежания плаценты:
- Центральное или полное предлежание плаценты — внутренний зев матки перекрывается плацентой полностью;
- Боковое или неполное — плацента перекрывает внутренний зев матки на 2/3;
- Краевое предлежание — плацента перекрывает внутренний зев шейки матки на 1/3.

Часто возникает у рожающих повторно, в 75—80 % всех случаев, а также после аборта или септических заболеваний вследствие аборта или родов. Поэтому основная гипотеза здесь — дистрофические изменения слизистой оболочки матки. Ещё одна возможная причина — миома матки.
У первородящих предлежание объясняют малой двигательной активностью на фоне заболеваний сердца, печени или почек.

## История
Термин «предлежание плаценты» встречался ещё в трудах Гиппократа, что означает об известности врачам данной проблемы и её опасности ещё много веков назад. В XVI веке впервые публикуются данные о разных вариантах размещения плаценты.